# Andreas-Schubert-Bau

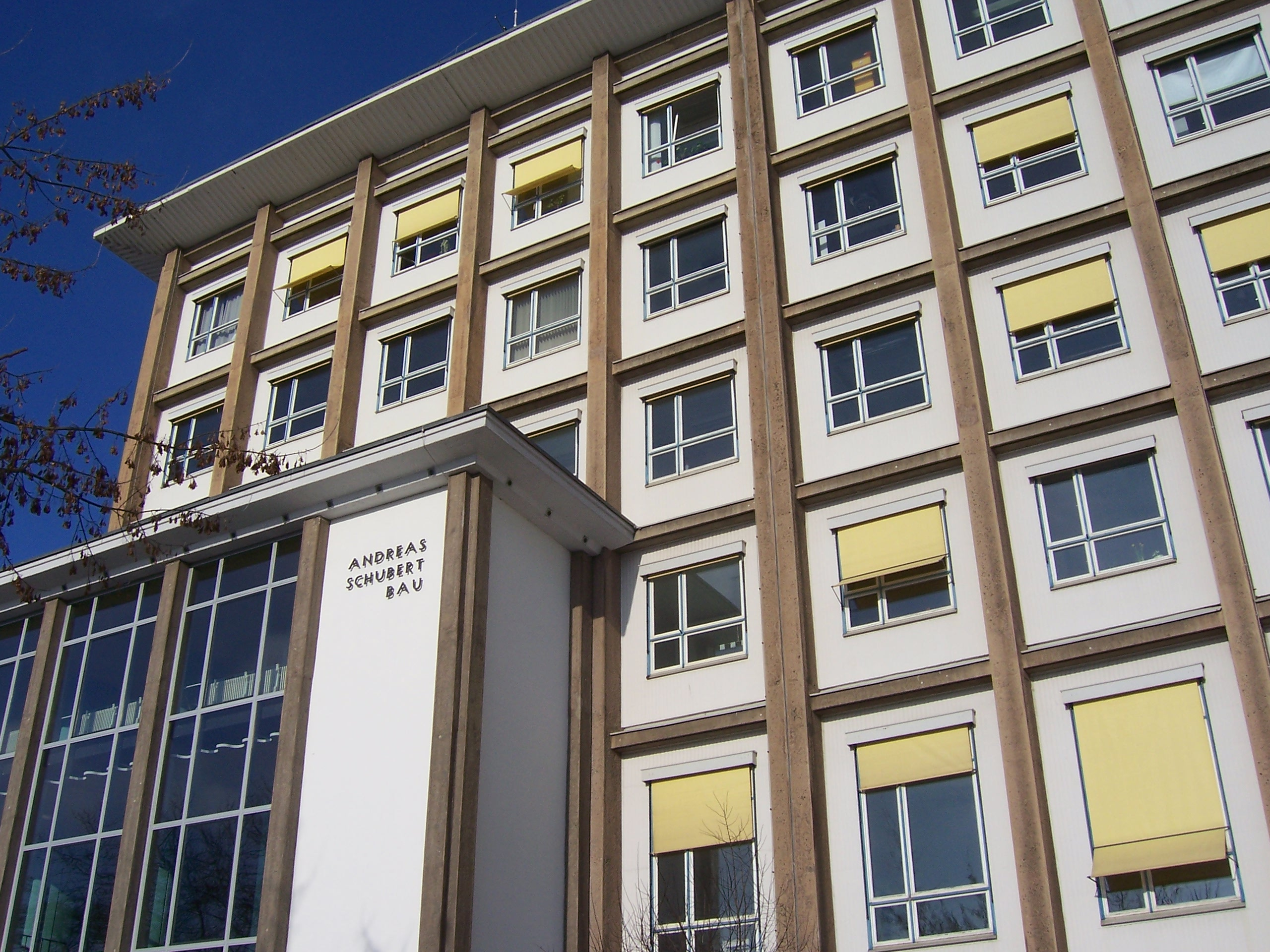
Andreas-Schubert-Bau

Der Andreas-Schubert-Bau (ASB) der Technischen Universität Dresden am Zelleschen Weg 19 ist ein denkmalgeschütztes Gebäude für die Ausbildung, das von 1956 bis 1960 nach Entwürfen von Helmut Fischer und Heinz Stoll erbaut wurde.
Das für die 1962 aufgelöste Fakultät für Kerntechnik errichtete und nach Andreas Schubert (1808–1870) benannte Gebäude beherbergt heute Teile der Fachrichtungen Physik, Biologie und Psychologie. Bis 2025 wurde das unter Denkmalschutz stehende Gebäude für 7,8 Millionen Euro saniert.

## Beschreibung
Der Gebäudekomplex besteht aus einem sechsgeschossigen Hoch- und einem niedrigeren Flachbau, die in Stahlskelettbauweise errichtet wurden. Im Hochbau ist das Institutsgebäude und im Flachbau ein Hörsaal untergebracht. Die Fassade des Hochbaus wird durch horizontal und vertikal verlaufende Betonträger gegliedert, wobei ein Flachdach über das Gebäude hinauskragt. Die Rasterfassade des Flachbaus zeigt eine großzügige Verglasung. Der Eingang zum Hörsaalgebäude zeigt ein „typische[s] schalenartige[s] Vordach“.

## Trivia
Der Andreas-Schubert-Bau war im 1991 veröffentlichten DEFA-Film Das Mädchen aus dem Fahrstuhl ein Drehort.